# Observatoire astronomique de Majorque
L'observatoire astronomique de Majorque (espagnol : Observatorio Astronómico de Mallorca) (OAM) est un observatoire situé juste au sud de Costitx sur l'île de Majorque en Espagne.
L'observatoire a été inauguré en mai 1991 et fut le premier centre astronomique de la communauté autonome et de la province espagnole des Îles Baléares.
L'observatoire fait figure de pionnier parmi les observatoires espagnols et utilise des télescopes robotisés pour découvrir puis suivre les astéroïdes.
Les chercheurs de l'OAM ont découvert des astéroïdes dangereux pour la Terre, tels que (216258) 2006 WH1.
L'OAM est dirigé par Salvador Sánchez.
En 2008, l'astéroïde numéro 128036, découvert par l'OAM en 2003, a été nommé d'après le joueur de tennis espagnol Rafael Nadal,.
En 2008, l'OAM suivait l'orbite de plus de 2000 astéroïdes. L'OAM gère également l'observatoire astronomique de La Sagra.
Un grand planétarium rattaché à l'observatoire propose souvent des séances ouvertes au public. L'Open University est une des nombreuses institutions académiques qui organisent des écoles d'été à l'observatoire .

## Astéroïdes découverts
Le Centre des planètes mineures le crédite pour la découverte de 2738 astéroïdes numérotés entre 1999 et 2014 sous les noms OAM et OAM Observatory. Certains de ses astronomes ont aussi découvert plusieurs astéroïdes à titre personnel.
| (73533) Alonso         | 25 juillet 2003   |
| (120141) Lucaslara     | 7 avril 2003      |
| (128036) Rafaelnadal   | 28 mai 2003       |
| (164589) La Sagra      | 11 août 2007      |
| (171458) Pepaprats     | 7 octobre 2007    |
| (178267) Sarajevo      | 31 décembre 2007  |
| (181419) Dragonera     | 28 septembre 2006 |
| (185164) Ingeburgherz  | 27 septembre 2006 |
| (185560) Harrykroto    | 7 janvier 2008    |
| (185580) Andratx       | 29 janvier 2008   |
| (185638) Erwinschwab   | 1er mars 2008     |
| (185639) Rainerkling   | 2 mars 2008       |
| (187700) Zagreb        | 2 mars 2008       |
| (189848) Eivissa       | 23 mars 2003      |
| (202787) Kestecher     | 25 juillet 2008   |
| (212981) Majalitović   | 14 février 2009   |
| (216295) Menorca       | 11 juin 2007      |
| (228133) Ripoll        | 20 août 2009      |
| (228180) Puertollano   | 11 octobre 2009   |
| (236987) Deustua       | 26 août 2008      |
| (236988) Robberto      | 25 août 2008      |
| (257336) Noeliasanchez | 4 mai 2009        |
| (257371) Miguelbello   | 14 août 2009      |
| (266465) Andalucia     | 16 juillet 2007   |
| (304788) Cresques      | 13 juillet 2007   |
| (332733) Drolshagen    | 21 septembre 2009 |
| (353595) Grancanaria   | 4 octobre 2011    |
| (362911) Miguelhurtado | 29 août 2009      |
| (367943) Duende        | 23 février 2012   |
| (424200) Tonicelia     | 12 juillet 2007   |